# Ottosdal
Ottosdal este un oraș din Africa de Sud.